# Franz von Werneck
Franz Freiherr von Werneck (13 de octubre de 1748 - 17 de enero de 1806) fue un militar austríaco, general del Ejército de los Habsburgo durante las guerras napoleónicas que conmocionaron Europa al comienzo del siglo XIX. Disfrutó de una carrera distinguida hasta 1797, cuando fue derrotado en la batalla de Neuwied. Separado del mando como castigo y restituido de nuevo, murió mientras esperaba una corte marcial tras su rendición ante las tropas francesas dentro del colapso del Ejército Austríaco motivado por la pérdida de la ciudad de Ulm en 1805.

## Inicios de su carrera
Nacido en la residencia real de Württemberg el 13 de octubre de 1748, Werneck entró al servicio del ejército de la Austria de los Habsburgo en 1764, con el cargo de oberleutnant (teniente) en el Regimiento de Infantería Weid-Runkel Nr. 28. Poco después, se trasladó al regimiento de infantería Stain Nr. 50 como hauptmann (capitán). Después de 20 años de servicio en el regimiento, se convirtió en su oberst (coronel) en 1784.
Durante la guerra con la Turquía Otomana, lideró a sus tropas en la primera de varias acciones en Slatina-Timiş el 13 de septiembre de 1788, donde capturó una colina. Al año siguiente luchó en Mehadia. Werneck se hizo famoso el 30 de septiembre de 1789 mientras lideraba la 1.ª Columna de Asalto en el Sitio de Belgrado. En esta ocasión, su comando incluyó un batallón del Regimiento de Stain, un batallón de granaderos y una compañía de voluntarios. El 9 de octubre, después de que el asedio se concluyó con éxito, Francisco II, Sacro Emperador Romano Germánico, lo nombró Mayor general. El 19 de diciembre de 1790, fue condecorado con la Cruz de Caballero de la Orden Militar de María Teresa.

## Guerras revolucionarias francesas
Después del estallido de la Guerra de la Primera Coalición, Werneck lideró un contingente de granaderos con distinción en la Batalla de Jemappes el 6 de noviembre de 1792. En diciembre de 1792, Pierre de Ruel, marqués de Beurnonville, lideró a 20.000 soldados franceses para invadir el electorado de Tréveris. Se le opuso una fuerza comandada por Friedrich Wilhelm, Fürst zu Hohenlohe-Kirchberg. Los defensores quedaron rodeados el 4 de diciembre, pero a partir de entonces repelieron con éxito los repetidos ataques franceses. En esta etapa de la lucha, Werneck comandaba la Reserva en Grevenmacher, que incluía batallones autónomos del Regimiento de Infantería de Matheson Nr. 42 y del Regimiento de Infantería Murray Nr. 55, más dos escuadrones del Regimiento de Latour Chevau-léger Nr. 31. El 17 de diciembre, el esfuerzo francés colapsó y el ejército de Beurnonville se disgregó.

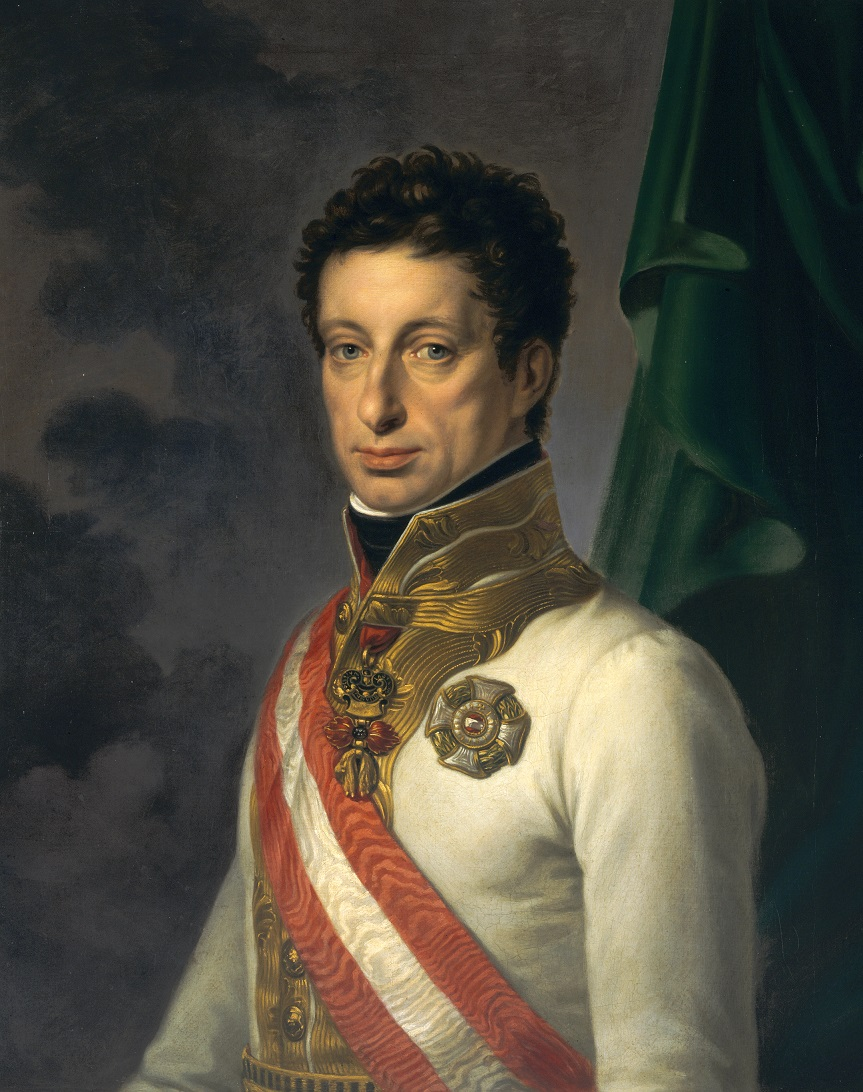
Werneck sirvió bajo el archiduque Carlos en 1796

Werneck estuvo presente en Aldenhoven el 1 de marzo de 1793, donde la columna de Heinrich Christian Michael von Stengel fue derrotada por dos regimientos de caballería austríacos. Luchó en la batalla de Neerwinden el 18 de marzo. Sirvió en el exitoso Sitio de Valenciennes del 25 de mayo al 27 de julio y en el fallido Sitio de Dunkerque del 24 de agosto al 8 de septiembre. Dirigió una brigada en la Reserva de József Alvinczi en la batalla de Le Cateau el 29 de marzo de 1794. Promovido a mariscal de campo el 28 de mayo, sirvió en el ejército de Guillermo I, príncipe heredero la casa de Orange. En 1795 dirigió tropas en el ejército de François Sébastien de Croix de Clerfayt en el medio Rin. Las acciones incluyeron la batalla de Maguncia el 29 de octubre, donde lideró las tropas de reserva, y la batalla de Pfeddersheim el 10 de noviembre.
Sirvió con el Archiduque Carlos en la brillante Campaña del Rin de 1796. En la batalla de Würzburg, librada el 3 de septiembre, dirigió una división de 12 batallones de granaderos en la Reserva de Wilhelm von Wartensleben. Sus comandantes de brigada fueron Johann Kollowrat, Joseph von Schellenberg y Ludwig von Vogelsang. El 18 de septiembre recibió la Cruz de Comandante de la Orden Militar de María Teresa.
Cuando el Archiduque Carlos condujo sus tropas para unirse a las de Maximilian Anton Karl, conde Baillet de Latour, Werneck quedó al mando del Ejército independiente del Bajo Rin a partir de septiembre. Su posición permaneció sin ser atacada por los franceses durante el invierno. El 18 de abril, Lazare Hoche y 38.000 soldados franceses del Ejército de Sambre-et-Meuse sorprendieron a los 21.000 austriacos de Werneck en la batalla de Neuwied. Después de fuertes combates, sus soldados fueron expulsados del campo de batalla con cuantiosas pérdidas (1000 muertos y heridos, más 3000 prisioneros). Además, 24 piezas de artillería, 60 carruajes y cinco estandartes se convirtieron en trofeos de los franceses. Las pérdidas francesas totales fueron de 2000 bajas. El 17 de abril, cuando la división de Jean Étienne Championnet amenazó al ala derecha de Werneck, el general austriaco debilitó su ala izquierda, al mando de Paul Kray, para reforzar su ala derecha. Cuando las divisiones de Paul Grenier y François Joseph Lefebvre comenzaron a cruzar el Rin a las tres de la madrugada, Werneck ordenó a las tropas de Kray que regresaran para defender su ala izquierda. Lefebvre derrotó al flanco izquierdo austríaco, mientras que Grenier rompió la línea de reductos de Kray en Heddersdorf después de repetidos ataques. La ofensiva de Hoche obligó a los austriacos a una profunda retirada que terminó solo con la llegada de noticias del Tratado de Leoben. Después de la derrota, Werneck fue retirado del servicio, con solo media paga.

## Guerras napoleónicas

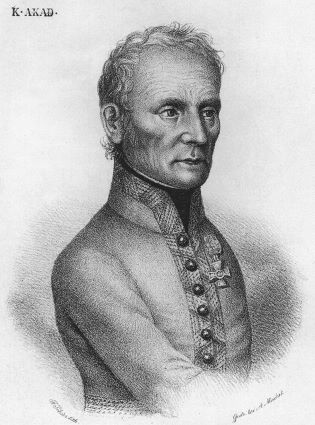
Mack llevó al ejército austriaco al desastre

Al comienzo de la Guerra de la Tercera Coalición en 1805, Werneck fue rehabilitado y destinado al ejército en Alemania. A pesar de algunos intentos de reforma, el ejército austriaco permaneció anclado en los conceptos de guerra del siglo XVIII. Las brigadas y divisiones eran solo unidades semipermanentes, y formaciones del tamaño de un cuerpo de ejército se organizaban según las circunstancias. No había cuerpos ni cuerpos de división como los que existían en el ejército francés, que tenía brigadas, divisiones y cuerpos permanentes. Los ejércitos franceses habían logrado notables victorias en 1800, pero bajo el emperador Napoleón Bonaparte fueron aún más poderosos y efectivos en 1805.
Para mayor desventaja de Austria, el comandante nominal del ejército, Fernando Carlos José de Austria-Este estaba en desacuerdo con el jefe del ejército, Karl Mack von Leiberich. Fernando de Austria y el jefe de gabinete de Mack, Anton Mayer von Heldensfeld, querían detenerse en el río Lech como se había planeado originalmente, mientras que Mack deseaba seguir marchando hacia el río Iller en Ulm. Después de que el emperador Francisco I de Austria defendiera a Mack y despidiera a Mayer, el ejército austriaco comenzó a concentrarse en el Iller. Los flancos fueron ocupados por los 11.000 soldados de Franjo Jelačić cerca del lago Constanza y los 12.000 hombres de Michael von Kienmayer en Ingolstadt, en el Danubio.
Mientras el V Cuerpo de Jean Lannes y el Cuerpo de Caballería de Joaquín Murat se movían directamente hacia el este en Ulm, el resto del ejército de Napoleón alcanzó la ciudad, en la orilla norte del Danubio. Cruzando el río al este de los austriacos, los Cuerpos de Ejército franceses I, II, III, IV y VI se situaron entre Ulm y Viena. Las derrotas austriacas en las batallas de Wertingen y Gunzburgo siguieron el 8 y 9 de octubre. Un intento de retirada fracasó el 11 de octubre en la batalla de Haslach-Jungingen. Finalmente, el 13 de octubre, Mack ordenó a Werneck que marchase con su ejército al noreste de Ulm para escapar de la trampa. Su flanco sur estaba cubierto por el cuerpo de Johann Sigismund Riesch, que defendía la localidad de Elchingen. El archiduque Fernando pudo escapar de Ulm con lo que le quedaba de su caballería.
El VI Cuerpo de Michel Ney aplastó a Riesch el 14 de octubre en la batalla de Elchingen y obligó a los supervivientes a retirarse a Ulm. Murat partió en busca de Werneck. El 16 de octubre, hubo un enfrentamiento entre la caballería de Ney y la división del príncipe Federico Francisco Javier  en Langenau. Murat se enfrentó a una brigada de 5000 hombres bajo el mando de Rudolf Sinzendorf en Herbrechtingen el 17 de octubre, y eliminó a la mitad. El mismo día, la caballería de Fernando de Austria luchó contra la caballería francesa en Nördlingen y hubo otro enfrentamiento con las tropas de Werneck en Neresheim. Murat y Ney, con 28.000 soldados a sus órdenes, acorralaron a su adversario en Treuchtlingen el 19 de octubre. Ese día, Werneck capituló con 15.000 soldados, 28 cañones, 12 banderas, dos estandartes y cuatro generales. Murat exigió que los términos de la rendición incluyeran unidades austriacas cercanas y Werneck aceptó. Debido a esto, la reserva de artillería también se rindió. Hohenzollern se negó a unirse a la capitulación y se escapó con 10 escuadrones de caballería. Fernando de Austria también logró escapar a Bohemia con Carlos Felipe, Príncipe de Schwarzenberg y 12 escuadrones de jinetes. El 20 de octubre, Mack se rindió en Ulm con 20.000 soldados de infantería, más de 3000 jinetes y 59 cañones.
Por su rendición, se presentaron cargos contra Werneck. El 17 de enero de 1806, murió de un derrame cerebral mientras esperaba una corte marcial en la ciudad fortaleza de Hradec Králové (Königgrätz).

## Familia
El hijo de Werneck, Reinhard von Werneck, se unió brevemente al ejército austriaco antes de trasladarse al ejército del Electorado de Baviera. Entre sus deberes militares, se hizo notar como jardinero.